# 밀양 만어산 암괴류
밀양 만어산 암괴류는 대한민국 경상남도 밀양시 삼랑진읍, 만어산에 있는 애추(崖錐, talus)지형이다. 2011년 1월 13일 천연기념물 제528호로 지정되었다.

## 지정 사유
한반도 빙하기가 끝난 후 많은 비가 내려 이곳의 암석들이 양파가 벗겨지듯 침식·풍화되며 생성된 암괴류로, 700m이상 길게 펼쳐지며 독특하고 아름다운 모습을 보이는 등 학술적, 경관적 가치가 크다. 밀양의 3대 신비인 얼음골, 표충비와 함께 널리 알려져 있다.

## 지질
밀양 만어산 암괴류의 암석은 중생대 백악기의 세립화강섬록암으로 밀양 지질도폭(1988)에 의하면 이 암석은 녹회색의 세립질 괴상(塊狀) 암석으로 풍화에 강해 높은 산 능선을 형성하며 특히 만어산 지역에서는 절리가 있어 암석이 붕괴되어 계곡 사면에 대규모의 애추(崖錐, talus) 지형을 형성한다.

## 찾아가는 길
만어로를 따라 만어사까지 자동차로 접근할 수 있다. 만어사에는 무료주차장(도로명주소: 밀양시 삼랑진읍 만어로 776)이 있으며 주차장 바로 옆에 만어산 암괴류가 있다. 

## 같이 보기
- 밀양시의 지질
- 만어산
- 만어사
- 밀양 남명리 얼음골

## 참고 자료
- 밀양 만어산 암괴류 - 국가유산청 국가유산포털